# ایتسوکی اودا
ایتسوکی اودا (به انگلیسی: Itsuki Oda) بازیکن فوتبال اهل ژاپن و عضو باشگاه فوتبال کاشیما آنتلرز است.